# Alva Clark Forney
Alva Clark Forney (* 25. Februar 1871 im Holt County, Missouri; † 11. April 1956 in Portland, Oregon) war ein US-amerikanischer Politiker. Zwischen 1925 und 1927 war er Vizegouverneur des Bundesstaates South Dakota.

## Werdegang
Über die Jugend und Schulausbildung von Alva Forney ist nichts überliefert. Später zog er nach Oelrichs in South Dakota. Dort war er als Rancher, Bankier und im Minengeschäft tätig. Während des Spanisch-Amerikanischen Krieges von 1898 diente er in den amerikanischen Streitkräften. Politisch schloss er sich der Republikanischen Partei an. Zwischen 1905 und 1908 war er Kämmerer im Fall River County; von 1921 bis 1924 saß er als Abgeordneter im Repräsentantenhaus von South Dakota.
1924 wurde Forney an der Seite von Carl Gunderson zum Vizegouverneur von South Dakota gewählt. Dieses Amt bekleidete er zwischen 1925 und 1927. Dabei war er Stellvertreter des Gouverneurs und Vorsitzender des Staatssenats. Nach seiner Zeit als Vizegouverneur zog er nach Portland, wo er am 11. April 1956 verstarb.